# Strojimir
Strojimir (* 848; † 890), der zweite Sohn des serbischen Fürsten Vlastimir, war ein Župan Rasziens von ca. 860 bis 890. 
Mit seinen Brüdern Mutimir, dem Groß-Župan und Gojnik, der Mitregent war, schlug er bulgarische Angriffe unter Khan Boris zurück. Während der Herrschaft Strojimirs und seiner Brüder wurde die Christianisierung der serbischen Stämme vollendet. Ihnen folgten die Söhne Mutimirs um Prvoslav.
Unter dem Fürsten Strojimir erhielt Serbien seine eigenen Staatssymbole, die heute der älteste Beleg für eine serbische Staatsgründung im 9. Jahrhundert sind. Die ältesten bekannten historischen Zeitzeugen für eine Eigenstaatlichkeit Serbiens waren bis dato aus dem 12. Jahrhundert.